# 宋遊道
宋遊道，北魏、北齐官员，出自廣平宋氏，迁居敦煌郡，生前擔任過殿中侍御史、郎中令、治書侍御史，嫉惡如仇且任官用刑嚴酷，曾因此兩次被免職和一次被下獄，同時也有收賄分送給窮困親友的紀錄，逝世於550年，諡號貞惠。

## 生平
宋遊道父親名季預，擔任渤海太守，在父親死後宋遊道不接受任何官人的贈禮，此外也因對母親孝順之名。他在广阳王元渊北伐時先是被提拔鎧曹，再被升為定州刺史，最後又被升至府佐。元渊被葛榮殺害後，元徽誣告他投降致使元渊的妻子都因此被捕，宋遊道為他們申訴且成功讓他們自由，且又與廣陽王之子一同將其屍體送回家鄉下葬。當時的中尉鄺善長因他的氣節而將他升為殿中侍御史。
孝莊帝即位後宋游道被臨淮王元彧所譴責，他便回答說：「下官謝王瞋，不謝王理。」，宋遊道當天就上朝向皇帝稟報，稱徐州刺史元孚因為南梁攻打彭城而要了羽林軍兩千名，後來再任期將滿之際卻因地險為由納入八百名到自己麾下，之後還上書想要將這八百名士兵帶回家鄉。元彧是元孚的表兄卻在三天之內八次的要求自己批准元孚的要求，宋游道覺得不可而沒批准，但卻也因壓力因此在百餘官員的面前被玉彧羞辱，因此要求卸職，而後玉彧也同樣對孝莊皇后要求宋游道的卸職，因此宋游道最後被卸除他尚書令一職。再宋游道回鄉的途中遇到大雨而被堵再河橋前，他便設帳而大聲歌唱，旁人聽了便說：「會在這種時候還大聲放歌的人肯定是個痴人。」，宋游道聽了便說：「再這種時候還不大聲放歌的人也是痴人。」
後來高歡來朝與宋游道相識並相交，高歡再離開前往司州的時候開了宴席，於席間舉杯向游道說：「只有大丈夫才能喝我高歡手中這杯酒，而已你的為人就該喝下這杯。」，且在他離開前握著宋游道的手說： 「我知道朝廷有許多厭惡你的人，但只要保持用心，我會讓你的官位跟他們一樣的。」，於是便向朝廷為他求官，後來宋游道便擔任了尚書佐丞，宋游道在上任以後不畏強權，彈劾了許多人並催繳許多積欠政府的金錢，卻也因此被豪吏王儒的黨徒給鞭斥。但也是因宋游道才讓尚書省恢復舊習，而使其記錄出入人員的名單。
魏安平王因為被牽連而死，章王和武王兩人的近親也被追究，當時由都官郎中畢義雲主理此事，有些人在上奏以後被拘禁、也有人未經上奏就被拘捕，宋游道對此只對廷尉判罪，但高隆反對此一作為，因此令底下官員作證指責宋遊道污辱他，此外還聯合了射襄城王旭、尚書鄭述祖等人一起上書指責他，稱他： 「飾偽亂真，國法所必去；附下罔上，王政所不容……」，而大將軍再開庭日什判”聽”，這又招致宋游道的不滿，說：「 往日官府何物官府，將此為例！」，認為自己只是依法判論判，但在判決書裡卻說：『對捍詔使，無人臣之禮，大不敬者死……今依禮據律處遊道死罪。』，當時的官員都以為宋游道將會被處死，但當時高澄聽到他與高隆對抗時的言語後便寫信給廷尉，使得宋游道得僅除職而免於一死，但旋即跟著高澄前往晉陽任官，後升為御史。
有次東萊王道習參加御史的選拔，但宋游道卻因兩人為舊識而讓令史破例接受他的參選文書，高澄因此將宋游道給判刑並說：「遊道稟性遒悍，是非肆口，吹毛洗垢，瘡疵人物。往與郎中蘭景雲忿競，列事十條。及加推窮，便是虛妄。方共道習淩侮朝典，法官而犯，特是難原，宜付省科。」，當他被關在牢裡時獄吏想幫他脫去枷鎖，然宋游道卻說這是命令所交代的而不可脫去，並堅持帶著枷鎖。當文襄聽到這一件事以後便免除了他了罪刑。
宋遊道嫉惡如仇，總想用以極刑。彈劾所見之事時也喜歡探究隱私。而在審訊案情時則時常動以嚴酷捶撻。他重交友以及承諾之事，儘管當官嚴整卻也不時收賄並分給窮困的親友。宋遊道也時常告誡自己的兒子自己因為個性如此而執法嚴厲，因此數度遭到阻礙，所以不該學習自己，因此他們都謙遜柔和。

## 逝世
在天保元年（550年）時宋游道兼任太府卿，他有次複檢官員的盜款時反而被誣告並因此下獄，但他不久後就出獄，但當宋遊道出獄以後不是回家而是直接前往官府辦公。，宋遊道於不久后過世，他遺囑薄葬而不立碑表不求贈諡，但依然被贈瓜州刺史、諡號貞惠。

## 延伸阅读
[在维基数据编辑]
 《北齊書/卷47》，出自李百药《北齊書》